# Gust of Wind
Gust of Wind é uma canção do artista estadunidense Pharrell Williams. Composta pelo próprio Williams juntamente com a dupla francesa Daft Punk, que fizeram participação vocal não creditada na faixa, Tendo a produção ficado a cargo do próprio Pharrell. A canção foi lançada oficialmente em 7 de Outubro de 2014 pela gravadora Columbia Records, sendo o quarto single de seu segundo álbum de estúdio Girl.

## Musica e vídeo
O videoclipe da musica foi dirigido por Edgar Wright, e lançado oficialmente em 7 de Outubro de 2014.

## Performances ao vivo
Em 12 de Outubro de 2014, Williams performou "Gust of Wind" no show de talentos The X Factor.

## Desempenho nas paradas
| Paradas (2014)                                                | Melhor posição |
| ------------------------------------------------------------- | -------------- |
| Bélgica (Ultratip Bubbling Under de Flandres)                 | 10             |
| Bélgica (Ultratop Flanders Urban)                             | 25             |
| Bélgica (Ultratip Bubbling Under da Valônia)                  | 13             |
| Estados Unidos (Billboard Bubbling Under R&B/Hip-Hop Singles) | 4              |
| França (SNEP)                                                 | 32             |
| Reino Unido (UK Singles Chart)                                | 79             |
| Reino Unido (OCC UK R&B)                                      | 13             |

## Histórico de lançamento
| País   | Data                  | Formato                | Gravadora |
| ------ | --------------------- | ---------------------- | --------- |
| Itália | 24 de Outubro de 2014 | Contemporary hit radio | Sony      |